# 4082 Swann
4082 Swann eller 1984 SW3 är en asteroid i huvudbältet som upptäcktes den 27 september 1984 av den amerikanska astronomen Carolyn S. Shoemaker vid Palomar-observatoriet. Den är uppkallad efter den amerikanske geologen Gordon A. Swann.
Asteroiden har en diameter på ungefär 9 kilometer.